# Azov
Azov (în limba rusă Азов) este un oraș din regiunea Rostov, Rusia, situat pe râul Don la numai trei kilometri de Marea Azov, al cărei nume este drivat din cel al orașului. Are o populație de 82.090 (conform recensământului din 2002). Azovul se află la 47o5’N 39o28’E.

## Primele așezări și vecinătăți
Vărsarea râului Don a fost întotdeauna un centru comercial important. La începutul secolul al III-lea î. Hr., grecii din Regatului Bosporosului a fondat o colonie aici, pe care au numit-o Tanais (după numele grecesc al fluviului). Câteva secole mai târziu, așezarea a fost incendiată de regele Poleumon al Bosporusului. Coloniștii greci au reconstruit prospera colonie, dar goții au nimicit așezarea în secolul al III-lea. Situl arheologic al anticului Tanais Arhivat în 4 octombrie 2008, la Wayback Machine., acum ocupat de satul Nedvigovka, a fost cercetat începând cu mijlocul secolului al XIX-lea.
În secolul al X-lea, ținutul a trecut sub controlul cnezatului slav al lui Tmutarakan (Tmutorakan). Kîpciacii (Cumanii), după ce au cucerit zona în 1067, au redenumit-o azak (șes), de unde a derivat numele modern al zonei. Hoarda de Aur a cucerit cea mai mare parte a coastei în secolele al XIII-lea și al XIV-lea, dar negustorii venețieni și genovezi au primit permisiunea de a se așeza în zona Azovului din zilele noastre, unde au fondat o colonie numită Tana. Turcii otomani au pus capăt prosperității coloniei în 1471, când au cucerit zona și au construit o fortăreață puternică.

## Fortăreața Azov

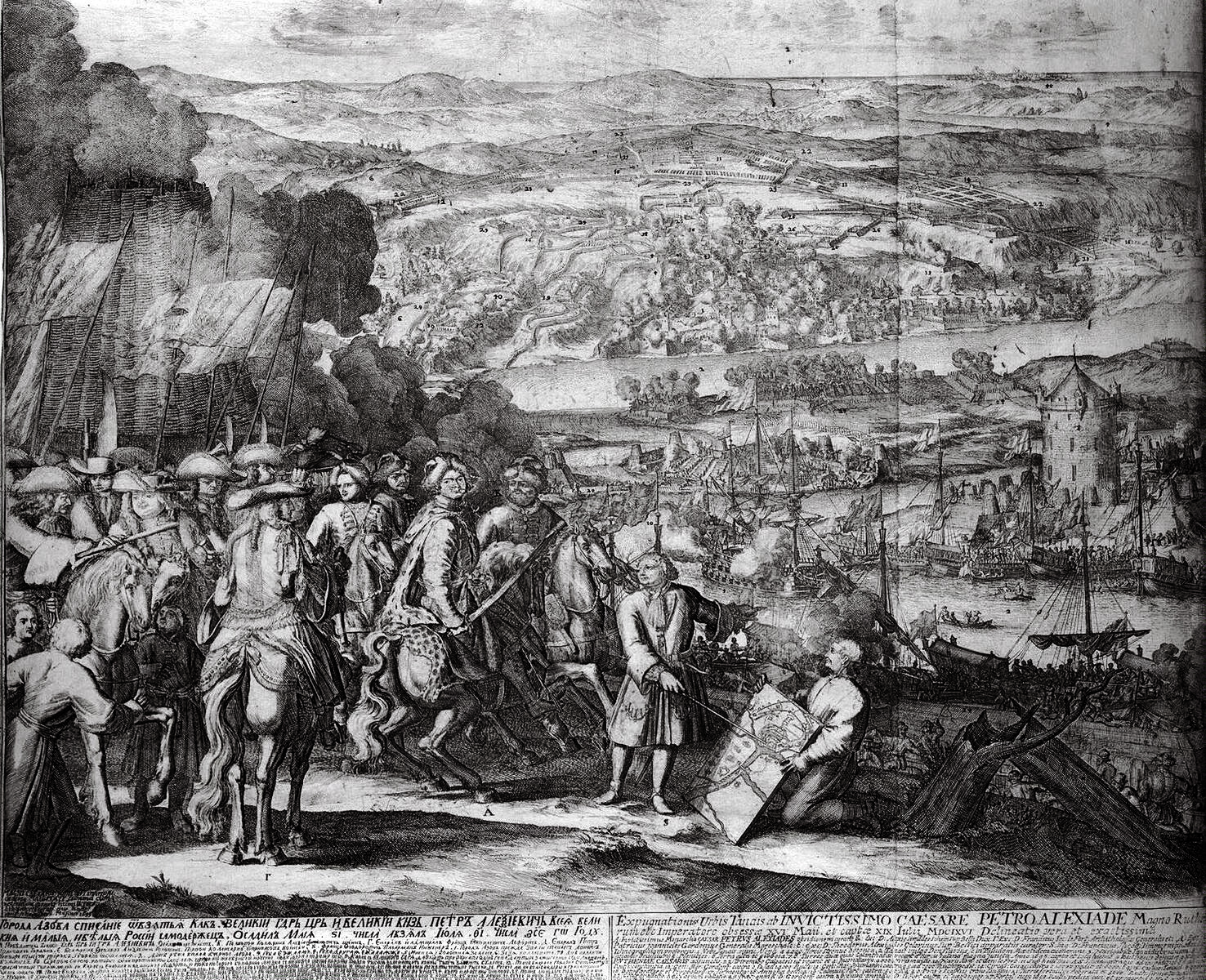
Gravură olandeză din secolul al XVII-lea reprezentând bătălia de la fortăreaţa Azov (1696)

Într-un dintre bătăliile care a rămas una dintre paginile de legendă ale istoriei căzăcești, cazacii de pe Don au cucerit în vara anului 1637 fortăreața apărată de 4.000 de turci cu 200 de tunuri și au stăpânit-o timp de 5 ani. În iunie 1641, cazacii au rezistat unui asediu al armatei otomane. În 1642, după retragerea turcilor, țarul a convocat o adunare populară – Zemski Sobor – care a decis să predea fortăreața pentru a evita un război total cu Imperiul Otoman. Înainte de apleca din castel, cazacii au distrus toate fortificațiile.
Orașul a trebuit să treacă de-a lungul istoriei de multe vicisitudini. În timpul așa numitei campanii Azov (1696), Petru cel Mare a reușit să recucerească cetatea. După dezastruasa campanie de pe Prut însă, Azovul a fost din nou trecut în mâinile turcilor în 1711. În timpul marelui război ruso-turc din 1768-1774, Azovul a fost definitiv cucerit de armatele rusești de sub comanda contelui Rumianțev, cedarea orașului de către tuci devenind oficială odată cu semnarea păcii de la Kuciuk-Kainargi (1774). Timp de șapte ani, Azovul a fost capitala unei gubernii separate, dar odată cu creșterea orașului vecin Rostov-pe-Don, și-a pierdut treptat importanța.